# Makoto Moroi
Makoto Moroi (諸井 誠, Moroi Makoto) (né le 17 décembre 1930 à Tokyo, et mort le 2 septembre 2013) est un compositeur et critique musical japonais.

## Biographie
Makoto Moroi est le fils de Saburō Moroi. Il étudie la composition auprès de Tomojirō Ikenouchi à l'université nationale des beaux-arts et de la musique de Tokyo dont il est diplômé en 1952. Il étudie également le chant grégorien en cours privés avec Paul Anouilh, ainsi que la musique de la Renaissance et la musique baroque avec Eta Harich-Schneider. Il est l'un des grands compositeurs qui ont introduit auprès du public japonais de nouveaux styles et systèmes musicaux, dont le dodécaphonisme, la musique sérielle et la musique aléatoire (Kanazawa 2001).

## Œuvres

### Opéra
- 1959 — The Stars of Pythagoras
- 1960 — Red Cocoon
- 1961 — Die lange, lange Strasse lange
- 1962 — Yamauba
- 1965 — Phaeton the charioteer

### Choral
- 1959 — Cantate de chambre n° 1
- 1959 — Cantate de chambre n° 2
- 1970 — Izumo, my home
- 1972 — A romance of playing cards

### Orchestral
- 1953 — Composition n° 1
- 1958 — Composition n° 2
- 1958 — Composition n° 3
- 1960 — Composition n° 4
- 1961 — Ode à Schoenberg
- 1966 — La Vision de Caïn, sketch symphonique
- 1968 — Symphonie

### Concertante
- 1963 — Suite concertante pour violon et orchestre
- 1964 — Toccata, Sarabande et Tarentelle pour piano et double orchestre à cordes
- 1966 — Concerto pour piano n° 1
- 1968 — Trois mouvements pour shakuhachi, cordes et percussion
- 1971 — Concerto pour piano n° 2
- 1973 — Symphonie Kyoso, pour instruments folkloriques et orchestre

### Musique de chambre
- 1950 — Musique de chambre n° 1
- 1950 — Musique de chambre n° 2
- 1951 — Musique de chambre n° 3
- 1954 — Musique de chambre n° 4
- 1962 — Cinq épigrammes
- 1966 — Cinq conversations pour deux shakuhachi
- 1967 — Cinq strates métamorphiques
- 1972 — Contradiction
- 1972 — Contradiction II
- 1976 — Hanafuda denki

### Instrumental
- 1951 — Sonata da camera pour piano
- 1952 — Partita pour flûte
- 1954 — Alpha and Beta, pour piano
- 1964 — Cinq pièces pour shakuhachi
- 1967 — Huit paraboles pour piano
- 1970 — Les farces, pour violon
- 1972 — Sinfonia for S.M., pour sanjugen
- 1978 — Fantaisie et fugue pour orgue

### Bande magnétique
- 1956 — Sept variations (en collaboration avec Toshiro Mayuzumi)
- 1958 — Transfiguration
- 1962 — Variété
- 1968 — Petite confession

## Sources
- Kanazawa, Masakata. 2001. Moroi, Makoto. The New Grove Dictionary of Music and Musicians, seconde édition, éditée par Stanley Sadie et John Tyrrell. London: Macmillan Publishers.

## Source de la traduction
- (en) Cet article est partiellement ou en totalité issu de l’article de Wikipédia en anglais intitulé « Makoto Moroi » (voir la liste des auteurs).